# Zbigniew Marcinkowski
Zbigniew Marcinkowski (ur. 6 grudnia 1949 w Zielonej Górze) – polski żużlowiec.
Sport żużlowy uprawiał w latach 1967–1979, reprezentując w rozgrywkach z cyklu drużynowych mistrzostw Polski kluby Falubazu (Zgrzeblarek) Zielona Góra (do 1976), Apatora Toruń (1977–1978) oraz Śląska Świętochłowice (1979). W 1973 r. zdobył z zespołem zielonogórskim brązowy medal DMP.
Dwukrotnie reprezentował Polskę w finałach mistrzostw świata par, w 1972 r. w Borås zajmując wspólnie z Wiktorem Jastrzębskim V miejsce, natomiast w 1973 r. (ponownie w Borås) zdobywając razem z Zenonem Plechem brązowy medal.
Dwukrotnie startował w finałach indywidualnych mistrzostw Polski (Bydgoszcz 1972 – XIII m., Rybnik 1973 – VI m.), jak również w finałach młodzieżowych indywidualnych mistrzostw Polski (Lublin 1969 – X m., Toruń 1971 – VI m.). W latach 1970 i 1971 dwukrotnie zdobył "Srebrny Kask", poza tym dwukrotnie uczestniczył w finałach "Złotego Kasku" (1972 – VIII m., 1973 – IX m.).
Wujek Alana Marcinkowskiego, również żużlowca.